# Wilhelminagroeve

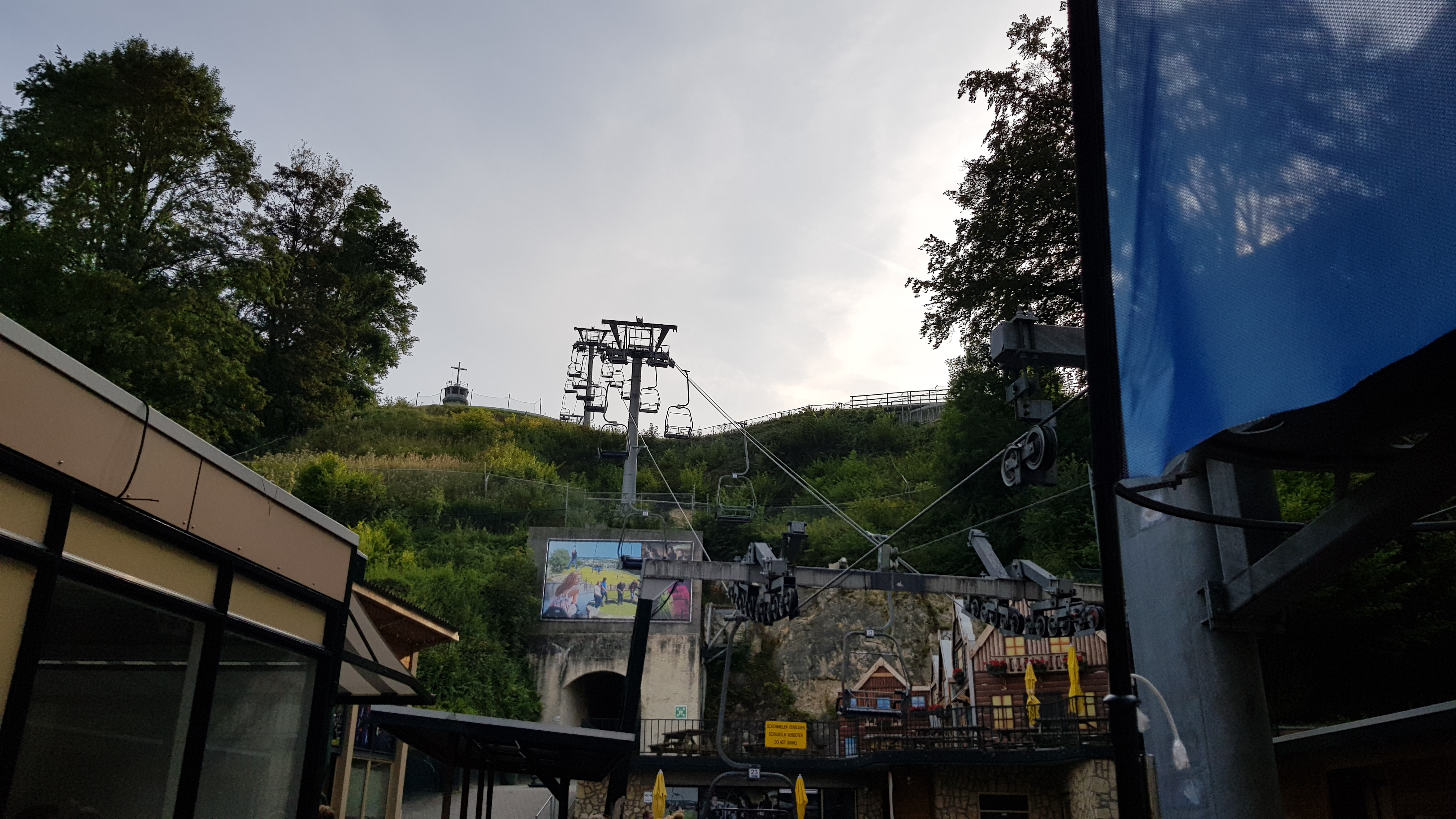
Wilhelminagroeve met kabelbaan

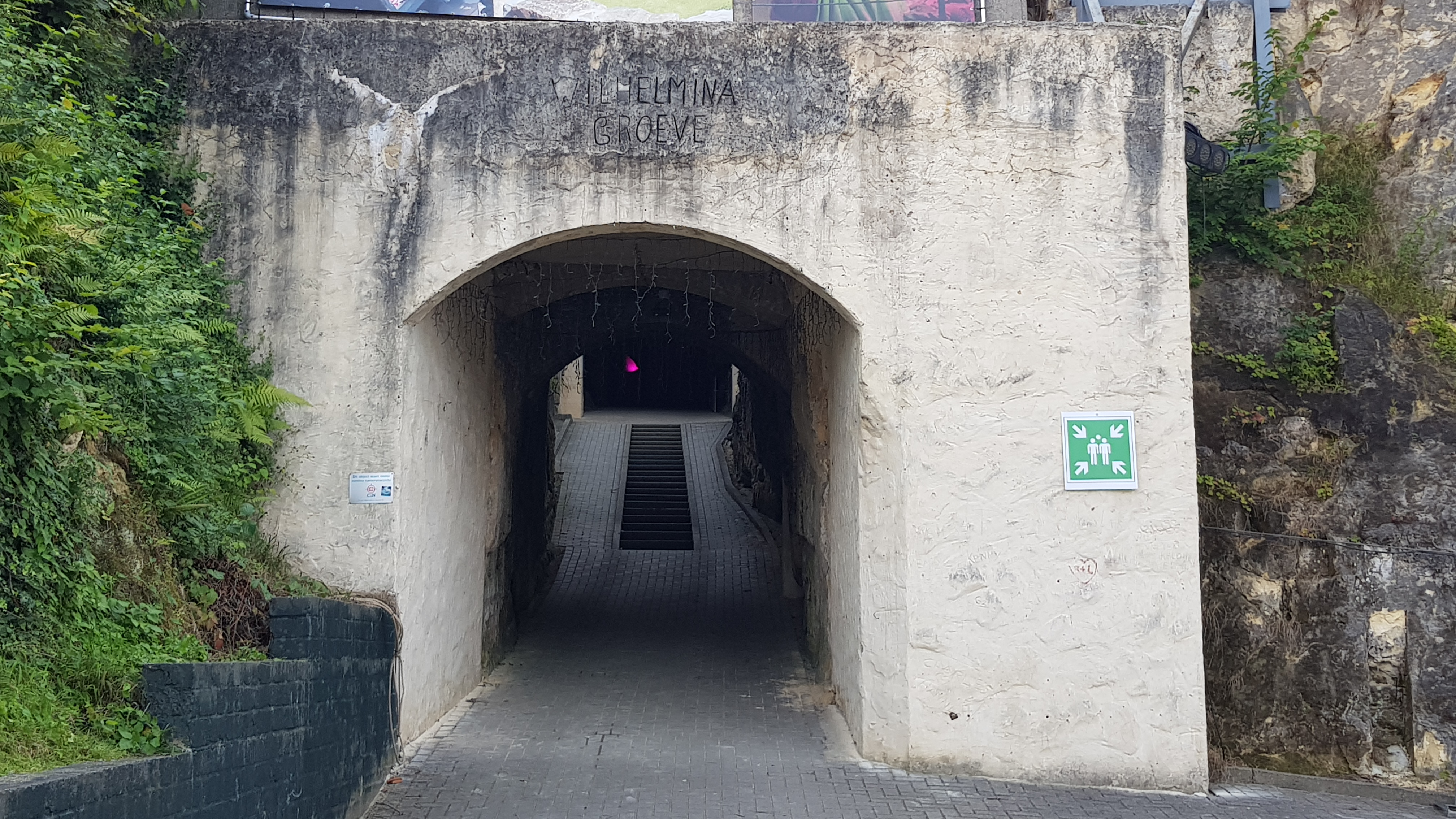
ingang Wilhelminagroeve

De Wilhelminagroeve, Groeve onder de Kabelbaan of Wesselsberggroeve is een Limburgse mergelgroeve in de Nederlandse gemeente Valkenburg aan de Geul in Zuid-Limburg. De ondergrondse groeve ligt ten zuiden van Valkenburg aan de weg Neerhem in Neerhem. De groeve ligt onder de kabelbaan en de Wilhelminatoren onder de Heunsberg aan de noordelijke rand van het Plateau van Margraten in de overgang naar het Geuldal. Ter plaatse duikt het plateau een aantal meter steil naar beneden.
Op ongeveer 300 meter naar het noordwesten ligt de Kasteelgroeve onder de kasteelruïne, op ruim 200 meter naar het noordwesten ligt de ingang van de Fluweelengrot, naar het zuidwesten ligt de Kerkhofsgroeve en naar het zuidoosten de Hoorensberggroeve. Eveneens ligt ten zuiden van de Fluweelengrot de Proeftunnel Daelhemerweg.

## Geschiedenis
Vanaf de 17e tot in de 20e eeuw werd de groeve door blokbrekers gebruikt voor de winning van kalksteen.
In 1960 is er een grote krater ontstaan die aan de bovenzijde met een dak is dichtgemaakt.

## Groeve
De Wilhelminagroeve is een middelgrote groeve en bestond oorspronkelijk uit meerdere delen die via gangen aan elkaar vast kwamen te zitten. het gedeelte van de groeve onder de kabelbaan had oorspronkelijk de ingang op het plateau in een holle weg en had anno 1967 een oppervlakte van 40 bij 80 meter, maar meet anno 2019 9612 vierkante meter met een ganglengte van 1365 meter. Het deel van de Wesselsberggroeve bestond oorspronkelijk uit een gang van ongeveer 40 meter lang, maar de ingang hiervan is dichtgemaakt met materiaal uit de krater, maar meet anno 2019 78 vierkante meter. Het deel van de Wilhelminagroeve heeft een oppervlakte van 5509 vierkante meter en een ganglengte van 507 meter.
De verschillende delen van de groeve zijn toegankelijk via de krater onder de kabelbaan.
De groeve heeft een dichtgemetselde verbinding met de Valkenburgergroeve.
De beheerder van de groeve is een privaat bedrijf. In 2017 werd de groeve op veiligheid onderzocht en werd deze goedgekeurd.